# باتريك بيرس
باتريك هنري بيرس (بالإنجليزية: Patrick Pearse) (10 نوفمبر عام 1879 - 3 مايو عام 1916): هو مدرس ومحامٍ بالقضاء العالي وشاعر وكاتب وقومي وناشط سياسي جمهوري وثوري أيرلندي، وقد كان أحد قادة ثورة عيد الفصح في عام 1916. يُنظر إلى بريس بعد إعدامه مع خمسة عشر آخرين، على أنه مثال للتمرد.

## النشأة والمؤثرات
وُلد بيرس وشقيقه ويلي وشقيقتاه مارغريت وماري بريغيد في 27 شارع غريت برونزويك في دبلن، وهو الشارع الذي سُمي باسمهم حاليًا. أسس والدهم -جيمس بيرس- مهنة فن الحجارة في الخمسينيات من القرن التاسع عشر، ازدهرت هذه المهنة ووفرت لعائلة بيرس تربية مريحة من الطبقة الوسطى. كان والد بيرس بنّاءً ونحاتًا تذكاريًا، وكان في الأصل موحدًا من برمنغهام في إنجلترا. كانت والدته مارغريت برادي من دبلن، وعائلة والدها من مقاطعة ميث الذين كانوا متحدثين أيرلنديين محليين. كانت مارغريت زوجة جيمس الثانية، أنجب جيمس طفلين، هما إميلي وجيمس، من زواجه الأول (تُوفي طفلان آخران في طفولتهما). كان جد بيرس لأمه، باتريك من مؤيدي حركة أيرلندا الشابة لعام 1848، وعضوًا لاحقًا في جماعة الإخوان الجمهوريين الأيرلندية. تذكر بيرس زيارة مغني أغانٍ شعبية غنّى أغاني جمهورية أثناء طفولته؛ ذهب بعد ذلك إلى مكان قريب باحثًا عن رجال مسلحين على استعداد للقتال، لكنه لم يجد أيًا منهم، أبلغ جده بحزن أن «الفينيون ماتوا جميعًا». حارب جد بيرس لأمه -جيمس سافاج- في الحرب الأهلية الأمريكية. أدى تأثير مارغريت الناطق للغة الأيرلندية -وهي عمة أحد والدي بيرس- إلى جانب دراسته في مدرسة سي بي إس ويست لاند رو إلى غرس الحب المبكر للغة والثقافة الأيرلندية فيه.
نما بيرس محاطًا بالكتب. حصل والده على قدر قليل جدًا من التعليم الرسمي، لكنه ثقف نفسه ذاتيًا؛ تطرّف بيرس منذ سن مبكرة. إذ يتذكر صلاته إلى الله في سن العاشرة، ووعده بتكريس حياته للحرية الأيرلندية. كان أبطال بيرس الأوائل من الأبطال الشعبيين الغاليين القدماء، مثل: كوخولين، رغم أنه بدأ في الثلاثينيات من عمره بالاهتمام الشديد بقادة الحركات الجمهورية السابقة، مثل: ثيوبالد وولف تون وروبرت إيميت، قادة جمعية الأيرلنديين المتحدين.
سرعان ما أصبح بيرس مشاركًا في إحياء اللغة الغيلية. انضم إلى الرابطة الغيلية في سن السادسة عشرة في عام 1896، وأصبح محررًا في سن الثالثة والعشرين لصحيفتها «سيف النور» في عام 1903.
حصل بيرس على درجة البكالوريوس في اللغات الحديثة (الأيرلندية والإنجليزية والفرنسية) من الجامعة الملكية في أيرلندا في عام 1900، درس هناك لمدة عامين سرًا ودرس في إحدى كليات جامعة كلية دبلن. سُجل اسمه في نفس العام محاميًا بالقضاء العالي في كلية الحقوق في دبلن. استُدعى بيرس إلى نقابة المحامين في عام 1901. مثّل بيرس نيل ماكبرايد في عام 1905، وهو شاعر وكاتب أغاني من فيمور وكريسلوغ ودونيجال، الذي فُرضت عليه غرامة بسبب ظهور اسمه في الكتابة «غير المقروءة» (أي: الأيرلندية) على عربة الحمار الخاصة به. استُمع إلى الاستئناف أمام محكمة الملك في دبلن. كان ذلك هو الظهور الأول والأوحد لبيرس أمام المحكمة بصفته محاميًا بالقضاء العالي. ضاع ملف القضية ولكنها أصبحت رمزًا للنضال من أجل الاستقلال الأيرلندي. كتب بيرس عن القرار في عمود صحيفة سيف النور الصادرة في 27 يونيو عام 1905: «... تقرر في الواقع أن اللغة الأيرلندية لغة أجنبية على نفس المستوى مع اللغة اليديشية».

## ثورة عيد الفصح وموته
أصدر بيرس نيابة عن جماعة الإخوان الجمهوريين الأيرلندية قبل عيد الفصح بوقت قصير في عام 1916، أوامر لكافة وحدات التطوع في جميع أنحاء البلاد مدة ثلاثة أيام من المناورات التي تبدأ أحد عيد الفصح، والتي كانت إشارة إلى انتفاضة عامة. عندما علم أوين ماكنيل، رئيس هيئة أركان المتطوعين، ما خُطط له دون وجود الأسلحة الموعودة من ألمانيا، ألغى الأوامر عبر الصحيفة، ما تسبب في إصدار جماعة الإخوان الجمهوريين الأيرلندية أمرًا في اللحظة الأخيرة بمتابعة الخطة في اليوم التالي، ما وضع حدًا لكثير من الأرقام التي تحولت إلى الثورة.
عندما بدأت ثورة عيد الفصح أخيرًا في يوم الإثنين، الموافق 24 أبريل عام 1916، قرأ بيرس إعلان الجمهورية الأيرلندية من خارج مكتب البريد العام، مقر الثورة. كان بيرس الشخص المسؤول تقريبًا عن صياغة الإعلان، واختير رئيسًا للجمهورية. أصدر بيرس أمرًا بالاستسلام، بعد ستة أيام من القتال والخسائر المدنية الفادحة والتدمير الكبير للممتلكات.
حوكم بيرس وأربعة عشر من القادة الآخرين، بمن فيهم شقيقه ويلي، عسكريًا وأُعدموا رميًا بالرصاص. كان توماس كلارك وتوماس ماكدونا وبيرس نفسه أول المتمردين الذين أُعدموا، في صباح يوم 3 مايو عام 1916. كان بيرس في السادسة والثلاثين من عمره في وقت وفاته. حاول روغر كاسمينت -دون جدوى- تجنيد قوة متمردة بين أسرى الحرب المولودين في أيرلندا من اللواء الأيرلندي في ألمانيا، أُعدم كاسمينت شنقًا في لندن في أغسطس التالي.
أرسل السير جون ماكسويل، القائد العام للقوات البريطانية في أيرلندا، برقية إلى هربرت هنري أسكويث القائم آنذاك بأعمال رئيس الوزراء، ناصحًا إياه فيها بعدم إعادة جثث الأخوين بيرس إلى أسرهم، قائلاً: «ستُحول العاطفة الأيرلندية هذه القبور إلى أضرحة شهداء والتي ستنطلق إليها المواكب السنوية، ما يتسبب في تهيج مستمر في هذا البلد». حظر ماكسويل أيضًا خطابًا من بيرس إلى والدته، وقصيدتين مؤرختين في 1 مايو عام 1916. قدم نسخًا أيضًا إلى رئيس الوزراء أسكويث، قائلًا إن محتوى بعض هذه القصائد «مرفوض».

## كتاباته
كتب بيرس قصصًا وقصائد باللغتين الأيرلندية والإنجليزية. تشمل قصائده الإنجليزية الأكثر شهرة: قصائد «الأم» و«الأحمق» و«المتمرد» و«ابن السبيل». كتب أيضًا العديد من المسرحيات الاستعارية باللغة الأيرلندية، بما في ذلك: الملك والرئيس والمغني. تشمل قصصه القصيرة باللغة الأيرلندية: «قربان الطيور المقدس» و«يسوع الصغير» و«السارق» و«الطرق» و«المرأة المتحمسة». ترجم جوزيف كامبل هذه القصص إلى اللغة الإنجليزية (في الأعمال المجمعة لعام 1917). تضمن مقاله الشهير «آلة القتل» معظم أفكاره حول التعليم. كتب أيضًا العديد من المقالات حول السياسة واللغة، لا سيما مقالة «الثورة القادمة» و«الأشباح».
ارتبط بيرس ارتباطًا وثيقًا بأغنية «من بيت حياتك»، التي أضاف إليها كلمات من تأليفه.

## شهرته
سرعان ما أصبح معروفًا بأنه الصوت الرئيس للثورة؛ نتيجة -غالبًا- إلى سلسلة من الكتيبات السياسية التي كتبها بيرس في الشهور السابقة للثورة. أحب القوميون الأيرلنديين بيرس في العقود الوسطى من القرن العشرين، واعتبروه مثلًا أعلى لقضيتهم. استخدم الجيش الجمهوري الأيرلندي المؤقت تراث بيرس عند اندلاع الصراع في أيرلندا الشمالية في عام 1969.
نُظر إلى أفكار بيرس أيضًا في سياق التاريخ الثقافي الأوروبي على أنه جزء من رفض «العقل» من قبل المفكرين الاجتماعيين الأوروبيين. بالإضافة إلى ذلك، وجه مكانه ضمن الطائفة الكاثوليكية -حيث تحدى معتقده الأرثوذكسي في أوائل سبعينيات القرن العشرين- الإشارة إلى مشاركة الأسس اللاهوتية لبيرس لأفكاره السياسية في عُرف موجود قديم في المسيحية الغربية. يصفه البعض بأنه من «الفاشية الأوائل».
وصف التاوسيتش (رئيس الوزراء الأيرلندي السابق) بيرتي أهيرن بيرس بأنه أحد أبطاله وعرض صورة لبيرس على مكتبه في إدارة التاوسيتش.
شغلت والدة بيرس، مارغريت بيرس منصب عضو برلماني في مجلس أيرلندا في عشرينيات القرن العشرين. شغلت شقيقته مارغريت ماري بيرس أيضًا منصب عضو برلماني وعضو مجلس الشيوخ.

## روابط خارجية
- باتريك بيرس على موقع الموسوعة البريطانية (الإنجليزية)
- باتريك بيرس على موقع ميوزك برينز (الإنجليزية)